# Roio del Sangro

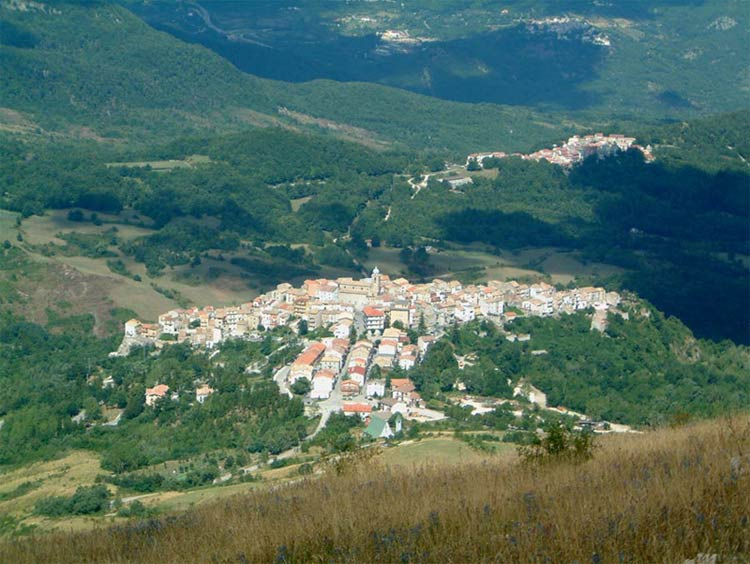
Panorámica general.

Roio del Sangro (del italiano: arroyo de sangre) es una localidad alpina en la provincia de Chieti en la región de los Abruzos (Italia).
El pueblo de apenas 134 habitantes, es célebre por una notoria tradición de cocineros que han servido a relevantes personas de la historia, por ejemplo, al zar de Rusia.
Las casas conservan el tradicional estilo italiano renacentista, y pueden verse en sus calles las tradiciones, típicas e inalteradas por el tiempo, de las villas italianas.

## Evolución demográfica
| Gráfica de evolución demográfica de Roio del Sangro entre 1861 y 2001 |
|                                                                       |
| Fuente ISTAT - elaboración gráfica de Wikipedia                       |